# Washington Roebling
Washington Augustus Roebling (26 de mayo de 1837 - 21 de julio de 1926). Ingeniero civil estadounidense, conocido por su trabajo en el Puente de Brooklyn, inicialmente diseñado por su padre John A. Roebling.

## Biografía
Primeros años
Washington nació en Saxonburg (Pensilvania), una ciudad cofundada por su padre y por su tío Carl. Era el hijo mayor del ingeniero civil de origen alemán John Augustus Roebling y de su mujer Johanna Herting.
Su escolarización temprana consistió en tutorías en Pittsburgh y en estancias con el profesor Lemuel Stephens, de la Universidad Occidental de Pensilvania (actualmente conocida como Universidad de Pittsburgh), donde Roebling también recibió algunas clases. Con el tiempo asistió a la Academia de Trenton y adquirió educación superior en el Instituto Politécnico Rensselaer en Troy (Nueva York) de 1854 a 1857. Era miembro de la Sociedad de Ingenieros de Rensselaer.
Después de su graduación como ingeniero civil, se unió a su padre para trabajar como constructor de puentes. De 1858 a 1860, colaboraron en el proyecto del Puente de Allegheny. Tras la finalización del puente, volvió a Trenton a trabajar en el negocio familiar de fabricación de cables de acero.
Etapa militar
Entre 1861 y 1864, combatió en la guerra civil estadounidense. Roebling se alistó como soldado raso en el ejército del norte, licenciándose como coronel por sus méritos militares. Participó en numerosos episodios de la guerra, entre los que destaca su intervención en la batalla de Gettysburg, en particular en la defensa de Little Round Top.
Washington conoció a su futura esposa Emily Warren a través de un hermano de esta, que estaba al mando del Quinto Ejército. Se enamoraron inmediatamente y se casaron en 1865.
Construcción del Puente de Brooklyn

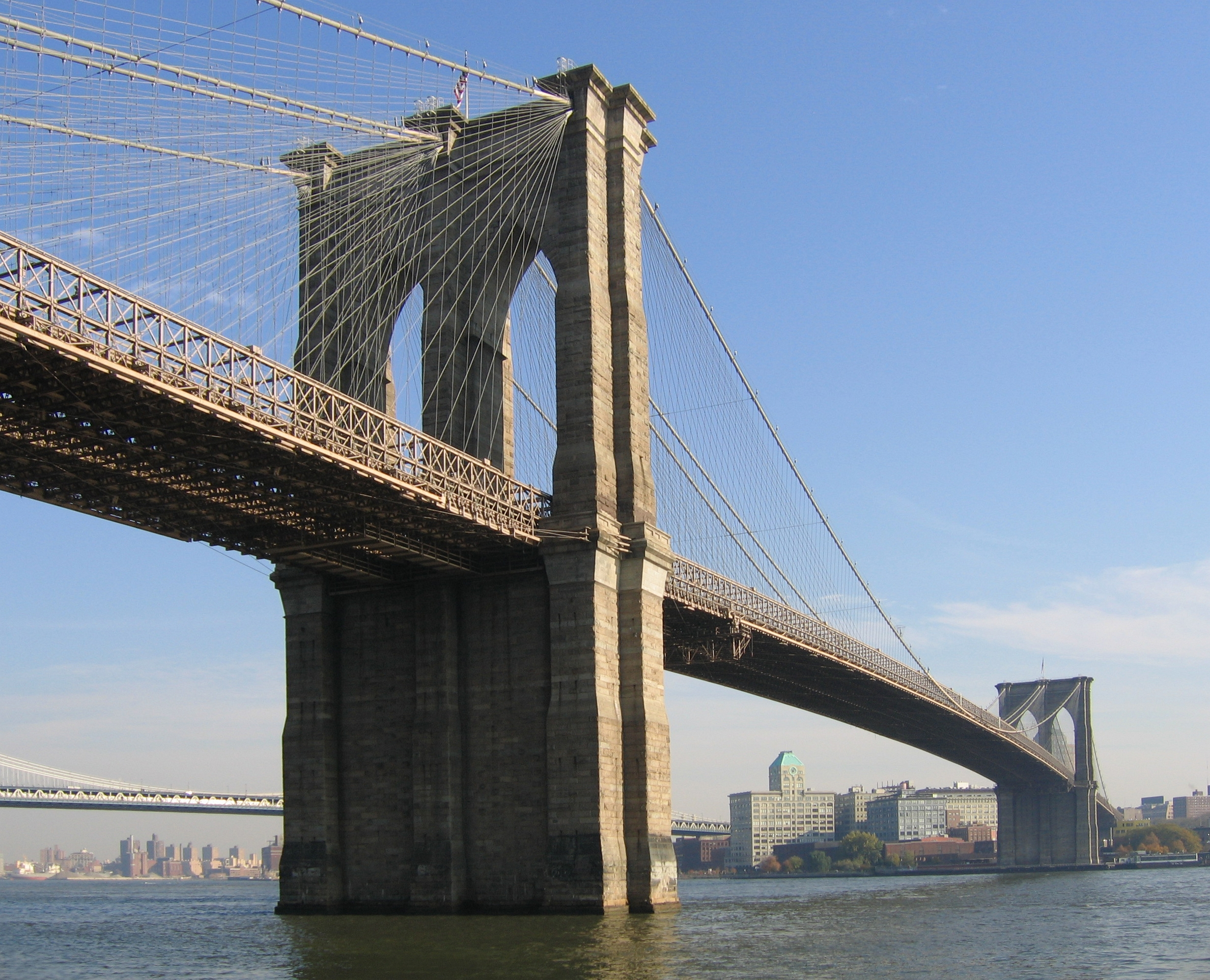
Puente de Brooklyn

Antes de iniciar el que sería su proyecto más importante, entre 1865 y 1867 Roebling trabajó con su padre en el Puente Cincinnati-Covington (después denominado Puente colgante John A. Roebling). Mientras estaba de viaje en Europa con su mujer para conocer métodos de cimentación de puentes mediante cajones, nació su hijo único, John Augustus Roebling II. 
Después de regresar a Estados Unidos en 1868, Washington se convirtió primero en ingeniero ayudante en el Puente de Brooklyn, y después fue nombrado ingeniero en jefe a mediados de 1869, tras la muerte de su padre (a consecuencia de la infección de las heridas provocadas por un accidente en la obra).
Incorporó varias mejoras importantes en el diseño del puente, desarrollando diversas técnicas de construcción, como los dos grandes cajones neumáticos necesarios para cimentar las dos torres. En 1870, se declaró un incendio dentro de uno de los cajones, dirigiendo Roebling los esfuerzos para extinguir las llamas. El trabajo en los cajones bajo el río respirando aire comprimido le provocó el síndrome de descompresión (entonces se desconocían las rutinas de descompresión progresiva necesarias para evitar sus efectos nocivos), debilitando su salud y dejándole incapaz para trabajar en la obra. Sin embargo, continuó ligado a la supervisión del proyecto hasta su conclusión. Además de los efectos directos de la despresurización, pudo haber sufrido daños adicionales, como una posible neurastenia, efectos colaterales de los tratamientos recibidos, y drogadicción secundaria por efecto de los fármacos prescritos.
Su mujer, Emily Warren Roebling, quien había adquirido de su marido por propia iniciativa los conocimientos necesarios para dirigir la construcción del puente, se convirtió en su enfermera, compañera, y confidente; y se hizo cargo de muchos de los deberes del ingeniero en jefe, incluyendo el día a día de la supervisión y administración del proyecto. Al margen de que ambos planificaron la obra conjuntamente, Emily supo presionar hábilmente a los promotores del puente para mantener a su marido en el cargo de ingeniero jefe hasta el exitoso final de la obra en 1883.
Últimos años
Roebling padeció los efectos del síndrome de descompresión y de su tratamiento el resto de su vida. Entre 1884 y 1888, tras finalizar el proyecto del puente de Brooklyn, Roebling y su mujer vivieron en Troy (Nueva York). Cuando su hijo se graduó en Nueva York, los Roebling regresaron a Trenton. Emily murió en 1903 de cáncer de estómago. Roebling volvió a casarse en 1908, con Cornelia Witsell Farrow.
Su sobrino Washington Augustus Roebling II (1881-1912), hijo único de su hermano Charles, falleció en el hundimiento del Titánic. En 1921, tras la muerte repentina de otro sobrino, Karl Gustavus, Roebling tuvo que asumir de nuevo la presidencia de la compañía familiar a la edad de 84 años. Murió con 89 años en 1926.
Legado
Roebling era un apasionado de las rocas y minerales. Su colección de más de 16,000 ejemplares fue donada por su hijo, John A. Roebling II, al Smithsonian, siendo parte considerable del origen de la importante colección de minerales y gemas de la institución.
La Sociedad Mineralógica de los Estados Unidos concede anualmente la Medalla Roebling en su honor.
Muchos de sus manuscritos, fotografías, y publicaciones, se conservan en la Universidad Rutgers en Nuevo Brunswick (Nueva Jersey), y en el Instituto Politécnico Rensselaer en Troy (Nueva York).